# Langenthonhausen
Langenthonhausen ist ein Gemeindeteil des Marktes Breitenbrunn im Landkreis Neumarkt in der Oberpfalz in Bayern. Umgangssprachlich heißt es „Dahausn“ oder auch „Langadahausn“.

## Geographie
Das Kirchdorf liegt östlich des Gemeindesitzes im Oberpfälzer Jura auf der Jura-Hochebene auf 501 m ü. NHN am Fuße des 582 m hohen Eichelberges.
1837 hatte die Langenthonhauser Flur eine Größe von 2133 Tagewerk – aufgeteilt auf 790 unterschiedlich große Parzellen. Die Flurbereinigung erfolgte in den Jahren 1965 bis 1968.

## Geschichte
13. Jahrhundert: Langenthonhausen ist in dem Salbuch des Benediktinerinnenklosters zu Neuburg Titel: „Hec sunt Jura Ecclesia ste Marie in Neunburch“ (Zeitraum 13. Jhrt.) – auf fol. 34’ zu finden. Auf fol. 66 ist eine Curie – Hof – als Lehen für einen Hainr. Sweinpekke mit Abgabenhöhe von 8 Schilling erwähnt.
1294: Wernher von Breitenegg verzichtet auf die Vogtei über den Klosterhof des Klosters St. Jakob (Schottenkloster) Regensburg in Langenthonhausen (Quelle: BZAR Schottenarchiv Ka. I Fa. 18 Nr. 364. Renz Nr. 73 Urk. 9; 1294 V 17 – d. h. 17. Mai).
1333, 25. Juni: Dietrich, der Schenk von Flügelsperg, verheißt Vogt zu sein über Güter des Klosters „Neunburch“ in verschiedenen Orten, darunter auch für vier Höfe in Langenthonhausen (Bay HSTA KU Neuburg Donau Urkunde 38)
In der zweiten Hälfte des 14. Jahrhunderts hat es bereits eine Kirche im Ort gegeben, die eine Filialkirche zu Breitenbrunn war. Die Kirchweihe ist am 9. Juli. Dieser Jahrestag wurde bis ins 19. Jahrhundert auch gefeiert. Das Landesamt für Denkmalpflege vermutet sogar einen Vorgängerbau.
Etwa 1338–41 verkaufte das Kloster zum Hl. Kreuz in Regensburg ein Gut im Dorf an das Kloster Pielenhofen. (StA AU Reichsstift Kaisheim Urk. Pielenhofen 148/1)
Im Landshuter Erbfolgekrieg 1504/05 wurde das Dorf „verbrannt“. (StA Am. Sulzbacher Rechnungen 3747 fol. 149/155)
1556 Aus dem Erbrechtsbriefverzeichnis (Hist. Verein der Oberpfalz-Regensburg Sign. O IV 20) bzw. aus Pfalz – Neuburger Akten (Neuburger Abgabe 1914 Nr. 115/2. Bay. HStA) geht hervor, dass die Höfe nun zur Obrigkeit des Amtes Hemau gehörten und die meisten dahin auch abgabenpflichtig waren. Zusätzliche Zinse und Getreidegülten verschiedener Anwesen gingen an das Hochstift Eichstätt, Kloster Plankstetten, Schottenkloster St. Jakob, Kloster Pielenhofen, Kloster Neuburg a. D., Schloss Breitenegg, den Edenberg gen Degining (dem Edenberg nach Töging), die Parsberger nach Meiern-Flügelsberg, die Kirchen St. Johann Hemau, Breitenbrunn, Thonlohe, Laaber, Neukirchen, wobei mehrere Höfe mehrfache Abgabestellen hatten. Ein Hof hatte mit der Kirche St. Johann in Hemau nur eine Abgabestelle.
Spätestens 1560 war der Ort laut Visitationsberichten für die Pfarrei  Neukirchen von Breitenbrunn ausgepfarrt, nachdem er als pfalz-neuburgischer Ort – er unterstand mit seinen 21 Anwesen (16. Jahrhundert) dem Pflegamt Hemau – 1542 die Reformation, Glaubenswechsel zum Protestantismus, annehmen musste. Er gehörte nun als Filiale zu der protestantischen Pfarrei Thonlohe. Nach der Wiederannahme des alten Glaubens im Herzogtum Pfalz-Neuburg wurde auch Langenthonhausen 1616 wieder katholisch und war nun wieder eine Filiale der Pfarrei Breitenbrunn. Spätestens Anfang des 17. Jahrhunderts gab es im Dorf schon einen Zimmermann, einen Schmied und ab 1652 einen Maurer, der auch Kalk brannte und lieferte. (Briefprotokolle Hemau – StA Am.) Der Ort hatte in dieser Zeit, bedingt durch „Inwohner“, bis zu maximal 28 Herdstätten.
Laut der Topographie et Chronologia von Christoph Vogel, des Pfalz-neuburgischen Amtes Hemau bzw. der Herrschaft Breitenegg v. 1597/98 verlief die territoriale Grenze zwischen den vorgenannten Herrschaftsgebieten der Hauptstraße entlang mitten durch das Dorf. Im Flurbereich hin zu Buch war sie jedoch strittig. Von 1576 bis 1653 wurde wiederholt, u. a. um die Gerichtsbarkeit, verhandelt. Die Untertanen waren jedoch Pfalz-neuburgisch. Die Adressen der Abgaben entsprachen noch dem Erbrechtsbriefverzeichnis von 1556. 1708 gab es nochmals Streit unter den Abgabenbeziehern.
Dreißigjähriger Krieg: Für Langenthonhausen heißt es bei einer Übergabe 1636: „... damals des Vermögen vorhanden gewest, in zeit hero aber sowohl durch Feindt- und Freundts Kriegswerk alles hinweggeraubt sowohl zu Dorf und Veldt alles ganz verösigt worden“. („erösen“: wüstmachen, leermachen, erschöpfen.) (StA Am – Briefprotokoll Hemau 50 fol. 7’, 8.) Die kriegerischen Handlungen in der Gegend fanden um 1633/34 statt.
1679 Der Wirt Michael Schmidt erhält die „Tafel – Taferngerechtigkeit“ mit Erbrecht (heute Wirt im unteren Dorf). Seit mehr als 100 Jahre vorher gab es in der Nachbarschaft der Kirche schon eine Bierschänke. (Bay. HStA Neuburger Abgabe 1912 Nr. 896)
1690 konnte das Kloster Neuburg a. D. nach zwei Jahren Widerstand der Bewohner einen Zehentstadel östlich der Kirche bauen. Er kam später in den Besitz des Staates und wurde 1826 versteigert und bald danach abgerissen. 1689 gab es sechs ödliegende Höfe (Bay. HstA. Pfalz-Neuburger Abgabe 1911 Nr. 12728).
Die Kinder gingen bzw. gehen in Breitenbrunn zur Schule. Ausnahme: 1804 bis 1810 in Eichelberg.
Gegen Ende des Alten Reiches, um 1800, bestand der Ort aus 23 Anwesen, nämlich zwölf ganzen Höfen (mit den Hintersassen-Familien Ferstl, Schmid, Schmid, Ehrl, Fanderl, Weismann, Drescher, Weismann, Mayer, Semler, Pöllinger, Semler), acht Bausölden und drei Leersölden; die Gemeinde besaß das Hirtenhaus. Darin war bis etwa 1915 eine Stube für Arme aus der Gemeinde eingerichtet (StA Am. – BA Parsberg). Langenthonhausen beschäftigte über Jahrhunderte (erster gefundener Nachweis 1607) bis in die 1960er Jahre einen Hüter.
Im Königreich Bayern (1806) gehörte Langenthonhausen mit Herrnried zum 1808 gebildeten Steuerdistrikt Herrnried. Bei der Bildung der Ruralgemeinden (1810/20) wurde der Ort eine eigene Gemeinde, der noch die 1805 erstmals erscheinende Einöde Stockeracker zugeteilt wurde. 1822 bestand das Dorf aus der Kirche, 25 Häusern und einem Wirtshaus. Im Zuge der Gebietsreform in Bayern wurde die bis dahin im Landkreis Parsberg gelegene Gemeinde am 1. Januar 1972 in den Markt Breitenbrunn und damit in den Landkreis Neumarkt eingegliedert.
1873 erhielt das Anwesen Hs. Nr.: 13  - "Kloabauer"  die Konzession eine Gastwirtschaft zu betreiben. (Bezirksamtsakten Hemau) Mit längerer Unterbrechung bis 1953 wurde um die Jahrtausendwende die Wirtschaft aufgegeben.
1877 erhielt das Anwesen gegenüber Hs-Nr.: 14 -  "Hanserl" die Konzession zum Betrieb einer Bierschenke mit der Auflage 2 beheizbare Fremdenzimmer vorzuhalten. 1889 wurde die Konzession auf den Betrieb einer Gastwirtschaft erweitert (Bezirksamt Parsberg). Bald darauf erfolgte der Bau einer Fremdenstallung und einer Kegelbahn. Die Fremdenstallung wurde in den 1960er Jahren abgerissen. Die Kegelbahn verschwand schon weitaus früher. 2020 wurde der Betrieb eingestellt. 
So hatte das kleine Dorf ca. 150 Jahre lang drei Wirtschaften
Ab 1910 Anschluss an die Zentrale Wasserversorgung.
Ab 1928 Elektrifizierung.
1956 Bau eines Gemeinschaftsgebäudes ("Gefrierhaus") in Ortsmitte und Ausstattung mit Tiefgefriertruhen.
1976 Straßenbeleuchtung.
2005 Anschluss der Ortschaft an die Kläranlage zu Breitenbrunn
2012 Einweihung des neuen Feuerwehrhauses das auch als "Dorfhaus" dient.

### Einwohner- und Gebäudezahl des Ortes Langenthonhausen
- 1808: 159 (24 Häuser, 26 Familien)[9]
- 1835: 156 (25 Häuser in „Langenthanhausen“)[10]
- 1871: 162 (73 Gebäude; 20 Pferde, 161 Stück Rindvieh)[11]
- 1937: 186[12]
- 1950: 219 (34 Wohngebäude)[13]
- 1961: 179 (33 Wohngebäude)[14]
- 1987: 164 (39 Wohngebäude, 43 Wohnungen)[15]

### Einwohner- und Gebäudezahl der Gemeinde Langenthonhausen
(Langenthonhausen und Stockeracker, 728,08 ha im Jahr 1961)
- 1871: 168 (76 Gebäude)[16]
- 1937: 190[17]
- 1950: 226 (35 Wohngebäude)[18]
- 1961: 186 (34 Wohngebäude)[19]

## Katholische Filialkirche St. Stephan

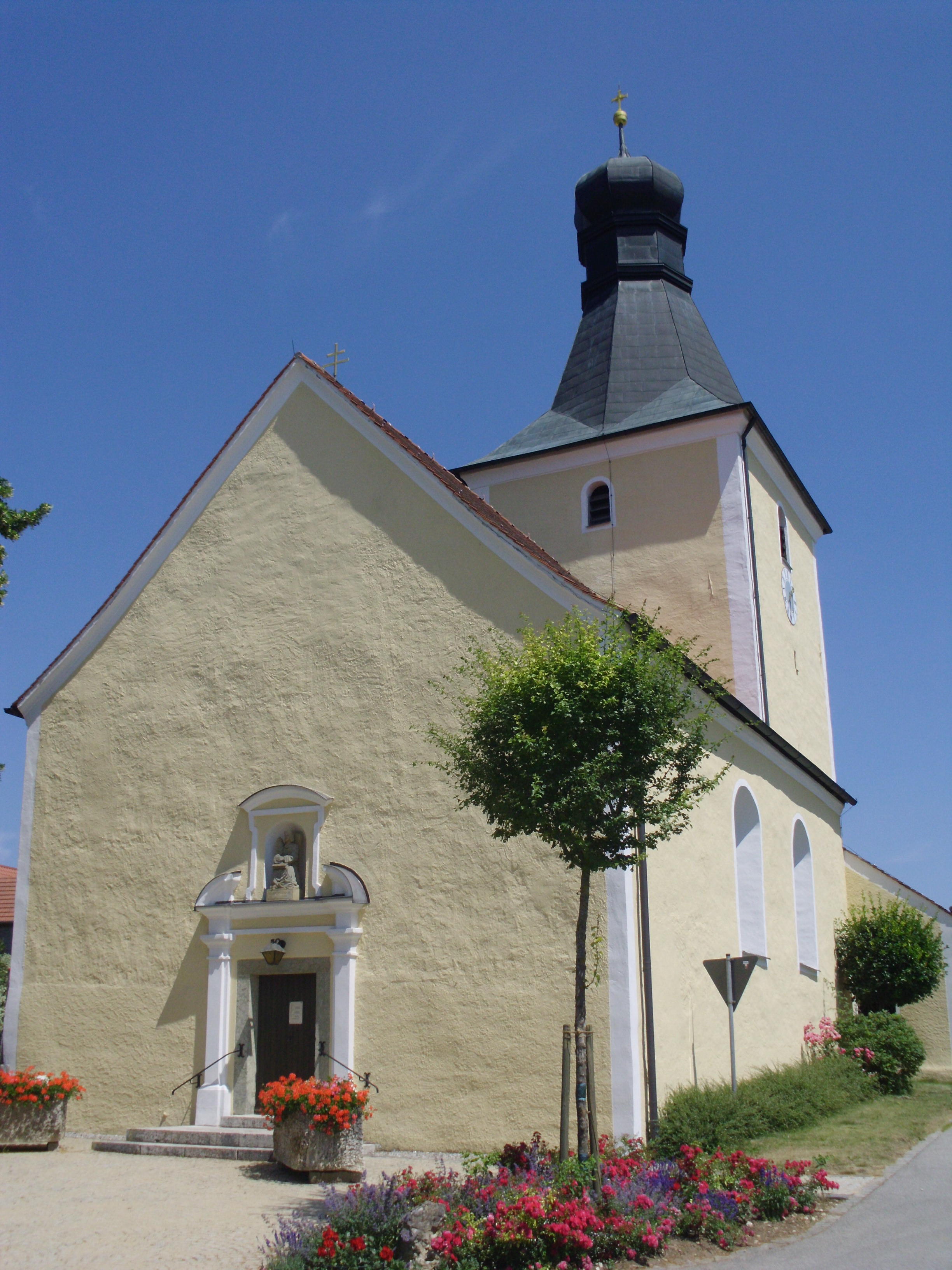
Filialkirche St. Stephan

Die Chorturmkirche, eine frühgotische Anlage des 14. Jahrhunderts mit noch älterem Kirchturm, wurde Ende des 17. Jahrhunderts barock umgeformt. Am linken Seitenaltar aus der Zeit des Spätbarocks ist auf dem Altarblatt unterhalb der Maria-Hilf-Darstellung Langenthonhausen mit der Wallfahrtskirche Eichlberg (Diözese Regensburg) zeitgenössisch abgebildet. 1896 kamen neue Glocken in den Turm; 1937 waren dort drei Bronzeglocken. 1906, 1965/66 und 1991/94 wurde die Kirche renoviert, 1906 auch die Sakristei an die Südseite des Turms verlegt. Das Sanctissimum darf die Filialkirche seit 1921 aufbewahren. 1979 erhielt der Kirchturm einen neuen Dachstuhl.

## Verkehrsanbindung
Durch den Ort führt die Kreisstraße NM 13, die etwa einen km südlich des Ortes an der Landkreisgrenze in die Kreisstraße R 27 übergeht. In die NM 13 mündet im Norden des Ortes die Kreisstraße NM 31. Eine Gemeindeverbindungsstraße führt nach dem Breitenbrunner Gemeindeteil Leiterzhofen.

## Vereine
- Freiwillige Feuerwehr Langenthonhausen e. V., gegründet 1898
- Schützenverein Almrausch Langenthonhausen gegründet 1952
- Obst- und Gartenbauverein gegründet 1956